# Guerra Boshin
La Guerra Boshin (戊辰戦争 Boshin Sensō?,  «Guerra del Año del Dragón») es el nombre que se le dio a la guerra civil que tuvo lugar en Japón desde 1868 hasta 1869 entre los partidarios del gobierno del shogunato Tokugawa en el poder y la facción que pretendía la devolución del poder político a la corte imperial. La guerra tuvo su origen en la insatisfacción existente entre muchos nobles y jóvenes samuráis con el trato a los extranjeros por parte del gobierno como consecuencia de la apertura de Japón en la década precedente.
La alianza entre clanes del sur, especialmente de dominios como Chōshū y Satsuma, y funcionarios de la corte consiguió asegurar el control de la corte imperial e influyó al joven emperador Meiji. Tokugawa Yoshinobu, el shōgun gobernante, al darse cuenta de la futilidad de la situación decidió abdicar del poder en favor del emperador. Yoshinobu esperaba que con ello el clan Tokugawa pudiera preservarse y tuviera la oportunidad de participar en el futuro gobierno. Sin embargo, movimientos militares de las fuerzas imperiales, violencia partidaria en Edo y un decreto imperial promovido por Satsuma y Chōshū que abolía el gobierno del clan Tokugawa, llevó a Yoshinobu a lanzar una campaña militar con el objetivo de tomar la corte del emperador en Kioto.
La ventaja militar rápidamente estuvo del lado del bando imperial, el cual estaba relativamente modernizado. Después de una serie de batallas que culminaron con la rendición de Edo, Yoshinobu se rindió personalmente, aunque algunos de sus seguidores se replegaron hacia Honshū y posteriormente a Hokkaidō, donde fundaron la República de Ezo. La derrota durante la batalla de Hakodate terminó con este último foco de resistencia, con lo que el gobierno supremo del Emperador se extendió a todo el país, completando la fase militar de la Restauración Meiji.
Alrededor de 120 000 soldados fueron movilizados durante el conflicto, de los cuales cerca de 3500 fallecieron en combate. Al final, la victoriosa facción imperial abandonó su objetivo de expulsar a los extranjeros de Japón y en su lugar adoptó una política de continua modernización con el objetivo de eventualmente renegociar con las potencias occidentales los tratados desiguales. Gracias a la persistencia de Saigō Takamori, prominente líder de la facción imperial, los partidarios de los Tokugawa recibieron clemencia y a muchos líderes del shogunato se les concedieron posiciones de responsabilidad dentro del nuevo gobierno.
La guerra Boshin da testimonio del avanzado estado de modernización alcanzado por Japón apenas catorce años después de su apertura a Occidente, el elevado nivel de involucramiento de países occidentales (especialmente el Reino Unido y Francia) en la política del país, y la bastante turbulenta instalación del poder imperial. Con el tiempo, el conflicto ha sido idealizado por quienes consideran a la Restauración Meiji como una «revolución sin sangre» por el número relativamente moderado de bajas registradas. En Japón además se han realizado una gran cantidad de recreaciones, por ejemplo algunos de los elementos del conflicto se incorporaron en la película El último samurái (2003).

## Etimología
Boshin (戊辰?) es la designación para el quinto año de un ciclo sexagesimal en los calendarios tradicionales del este de Asia. Aunque la guerra duró más de un año, 'Boshin' se refiere al año en que tuvo comienzo la guerra. Los caracteres 戊辰 también se pueden leer como tsuchinoe-tatsu en japonés, literalmente «Hermano mayor del Dragón de la Tierra». En chino, se traduce como «Dragón de la Tierra Yang», que se asocia con ese año en particular en el ciclo sexagesimal. La guerra comenzó durante el cuarto año de la era Keiō, que también se convirtió en el primer año de la era Meiji en octubre de ese año, y terminó en el segundo año de la era Meiji.

## Contexto político

### Descontento contra el shogunato

Mapa de la campaña de la guerra Boshin (1868-1869). Los dominios al sur como Satsuma, Chōshū y Tosa (en rojo) juntaron fuerzas para derrotar a las fuerzas del shogunato en Toba-Fushimi y entonces fueron tomando un control progresivo de todo el país hasta la batalla final en la isla de Hokkaidō, al norte.

Durante el período Edo (1603-1868), Japón fue gobernado por el shogunato Tokugawa (en japonés: 徳川幕府, romanizado: Tokugawa bakufu). Una de las características del shogunato (bakufu) fue la implementación de una política exterior aislacionista conocida como sakoku, en la que las relaciones y el comercio entre Japón y otros países fueron severamente limitados, y se le prohibió a casi todos los ciudadanos extranjeros entrar a Japón, al tiempo que a los japoneses comunes se les impedía salir del país. Así, durante los dos siglos que precedieron a 1854, Japón había limitado severamente el comercio extranjero —principalmente con naciones europeas—, con excepción de Corea (a través de Tsushima), la China de la dinastía Qing (a través de las islas Ryūkyū) y los Países Bajos (a través del puesto comercial de Dejima). En 1854, el comodoro Matthew Perry de la Armada de los Estados Unidos, bajo la amenaza implícita del uso de la fuerza, abrió Japón al comercio global, iniciando de este modo un período de rápido desarrollo del comercio exterior y de la occidentalización del país. La expedición Perry forzó la apertura de Japón al comercio estadounidense (y por extensión, occidental) mediante una serie de tratados, llamados Tratado de Kanagawa. La llegada y posterior amenaza de las fragatas blindadas y barcos a vapor estadounidenses de Perry hizo que el sentimiento hacia el shogunato Tokugawa creciera negativamente al tiempo que los ciudadanos anhelaban el retorno del poder del emperador. Debido en gran parte a los términos humillantes de los «Tratados desiguales» impuestos por el comodoro Perry, el shogunato tuvo pronto que hacer frente al descontento interno que se materializó en un movimiento xenófobo y radical: el Sonnō jōi (尊王攘夷?   «Reverenciar al emperador, expulsar a los bárbaros»).

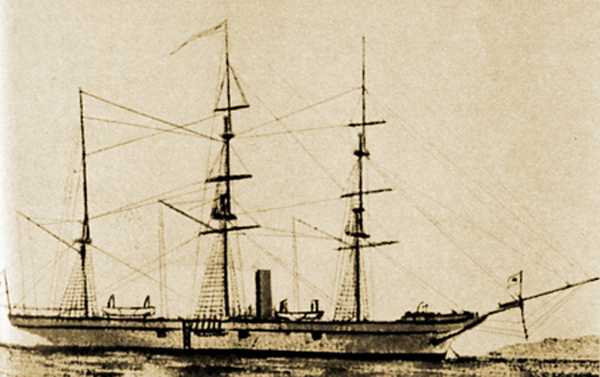
El primer navío de guerra movido por hélices de Japón, el Kanrin Maru, 1855. El shogunato buscó activamente la modernización, pero también tuvo que enfrentarse al creciente descontento interno causado por la injerencia de las naciones occidentales en la soberanía nacional.

El emperador Kōmei simpatizaba con tales sentimientos, y —rompiendo con siglos de tradición imperial— comenzó a tomar un papel activo en asuntos de Estado: en cuanto tuvo la oportunidad denunció los tratados e intentó influir en la sucesión del shōgun. Sus esfuerzos culminaron en marzo de 1863, con su «Orden de expulsar a los bárbaros» (en japonés: 攘夷実行の勅命, romanizado: jōi jikkō no chokumei). A pesar de que el shogunato no tenía la más mínima intención de hacerla cumplir, la orden sin embargo inspiró ataques contra el mismo shogunato y contra extranjeros en Japón. El clan Mōri de Chōshū, bajo el mando del señor feudal Mōri Takachika, siguió la orden y comenzó a tomar medidas para expulsar a todos los extranjeros a partir de la fecha límite fijada (el 10 de mayo, calendario lunar). Desafiando abiertamente al shogunato, Mōri ordenó a sus fuerzas que dispararan sin previo aviso contra todos los barcos extranjeros que atravesaran el estrecho de Shimonoseki.  El incidente más famoso, sin embargo, fue el asesinato del comerciante inglés Charles Lennox Richardson, por cuya muerte el gobierno Tokugawa tuvo que pagar una indemnización de cien mil libras esterlinas.

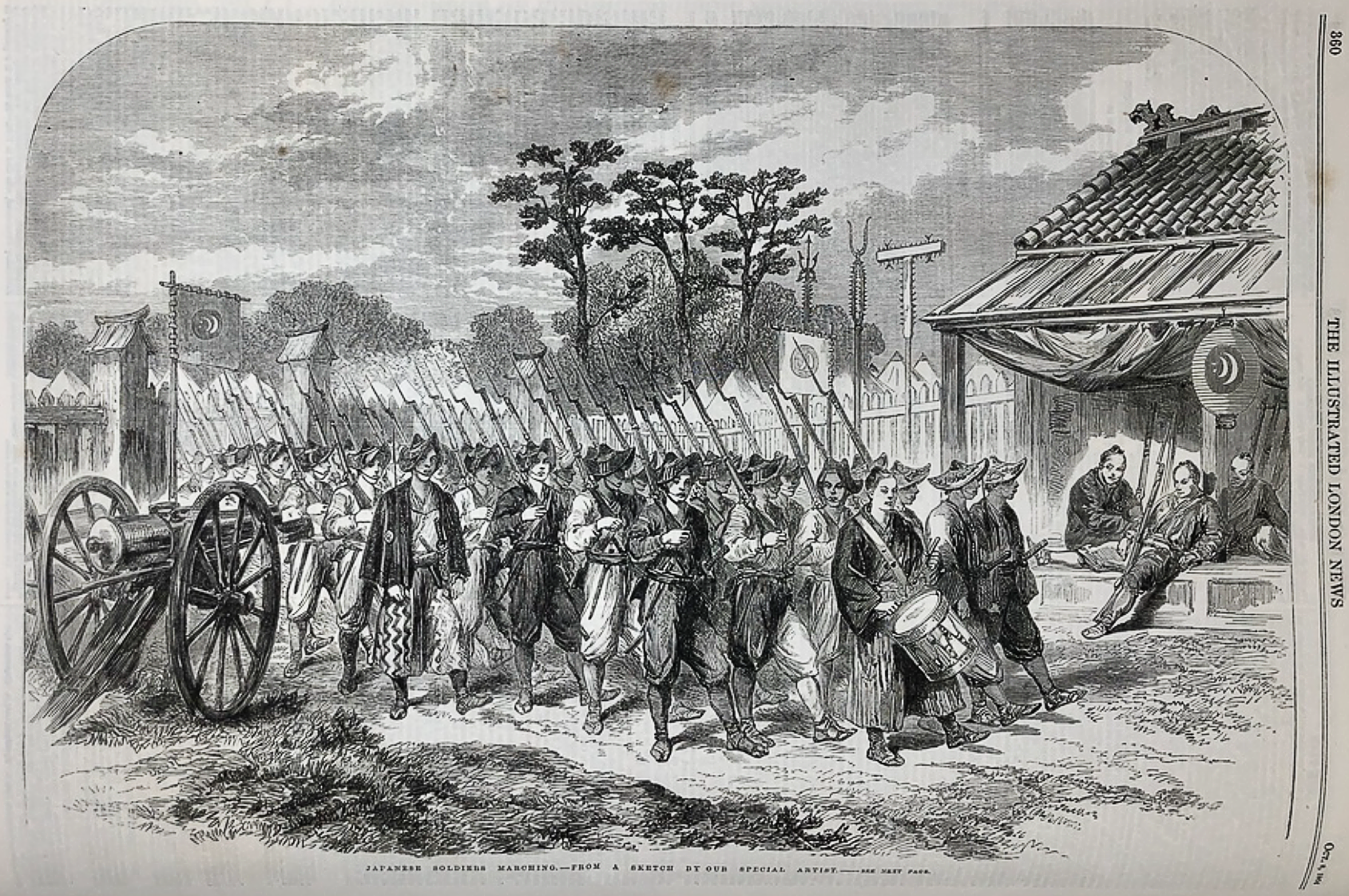
Tropas del shogunato en 1864. Illustrated London News.

Durante 1864, los actos xenófobos fueron respondidos con éxito por las potencias extranjeras mediante represalias, como el bombardeo de Kagoshima por parte de los británicos y el multinacional bombardeo de Shimonoseki. A la vez, las fuerzas de Chōshū, junto con los rōnins xenófobos, desencadenaron la Rebelión Hamaguri con el objetivo de tomar el control de la ciudad de Kioto, donde estaba establecida la corte imperial, pero el futuro shōgun Tokugawa Yoshinobu dirigió una expedición de castigo y los derrotó. En este punto, la resistencia de los líderes de Chōshū y la corte disminuyó, pero a lo largo del siguiente año los Tokugawa se mostrarían incapaces de mantener el control del país, ya que muchos daimyos comenzaron a ignorar las órdenes y las reclamaciones de Edo.

### Asistencia militar extranjera
A pesar del bombardeo en Kagoshima, el dominio de Satsuma había establecido relaciones con los británicos y, con su apoyo, inició la modernización de sus tropas y de su marina. El comerciante escocés Thomas Blake Glover vendió barcos de guerra y fusiles a las provincias del sur. Es posible que expertos militares angloamericanos (en su mayoría ex-oficiales) pudieran haber tenido implicación directa en ese esfuerzo militar. El embajador británico Harry Smith Parkes apoyó a las fuerzas anti-shogunato en un esfuerzo para establecer un gobierno imperial unificado y legítimo en Japón y para contrarrestar la influencia francesa en el shogunato. Durante ese periodo, líderes japoneses del sur como Saigō Takamori de Satsuma, o Itō Hirobumi e Inoue Kaoru de Chōshū cultivaron conexiones personales con diplomáticos británicos, en especial con Ernest Mason Satow.

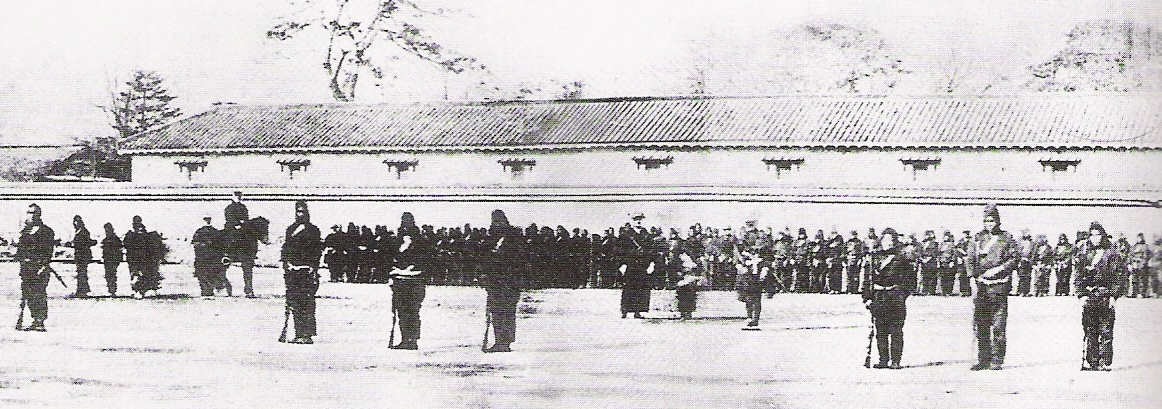
Entrenamiento de tropas del shogunato por parte de la Misión Militar Francesa mandada a Japón en 1867.

El shogunato también estaba preparándose para futuros conflictos modernizando sus fuerzas. En línea con los proyectos de Parkes, los británicos, hasta ese punto los principales aliados del shogunato, se mostraron reacios a proporcionar ayuda. Entonces, los Tokugawa se decantaron por consejeros franceses, avalados por el prestigio militar de Napoleón III en aquel entonces, prestigio ganado por sus éxitos en la Guerra de Crimea y en la Guerra de Italia. El shogunato realizó mayores cambios para la construcción de un ejército moderno y poderoso: tras varios años se había construido una marina con un núcleo de ocho barcos de guerra a vapor, y ya era la más poderosa de toda Asia. En 1865, se construye en Yokosuka el primer arsenal naval moderno de Japón, bajo la dirección del ingeniero francés Léonce Verny. En enero de 1867, llega una misión militar francesa para reorganizar el ejército del shogunato y crear una fuerza de élite y se realiza un pedido a los Estados Unidos para comprar la nave de guerra acorazada CSS Stonewall, construida por los franceses. Debido a declaración de neutralidad de los poderes occidentales, los americanos se negaron a entregar el navío, pero una vez levantada la declaración de neutralidad, la facción imperial obtuvo el navío de guerra y lo usó en la batalla de Hakodate bajo el nombre de Kōtetsu (literalmente «blindado»).

### Golpes de Estado (1866-1868)

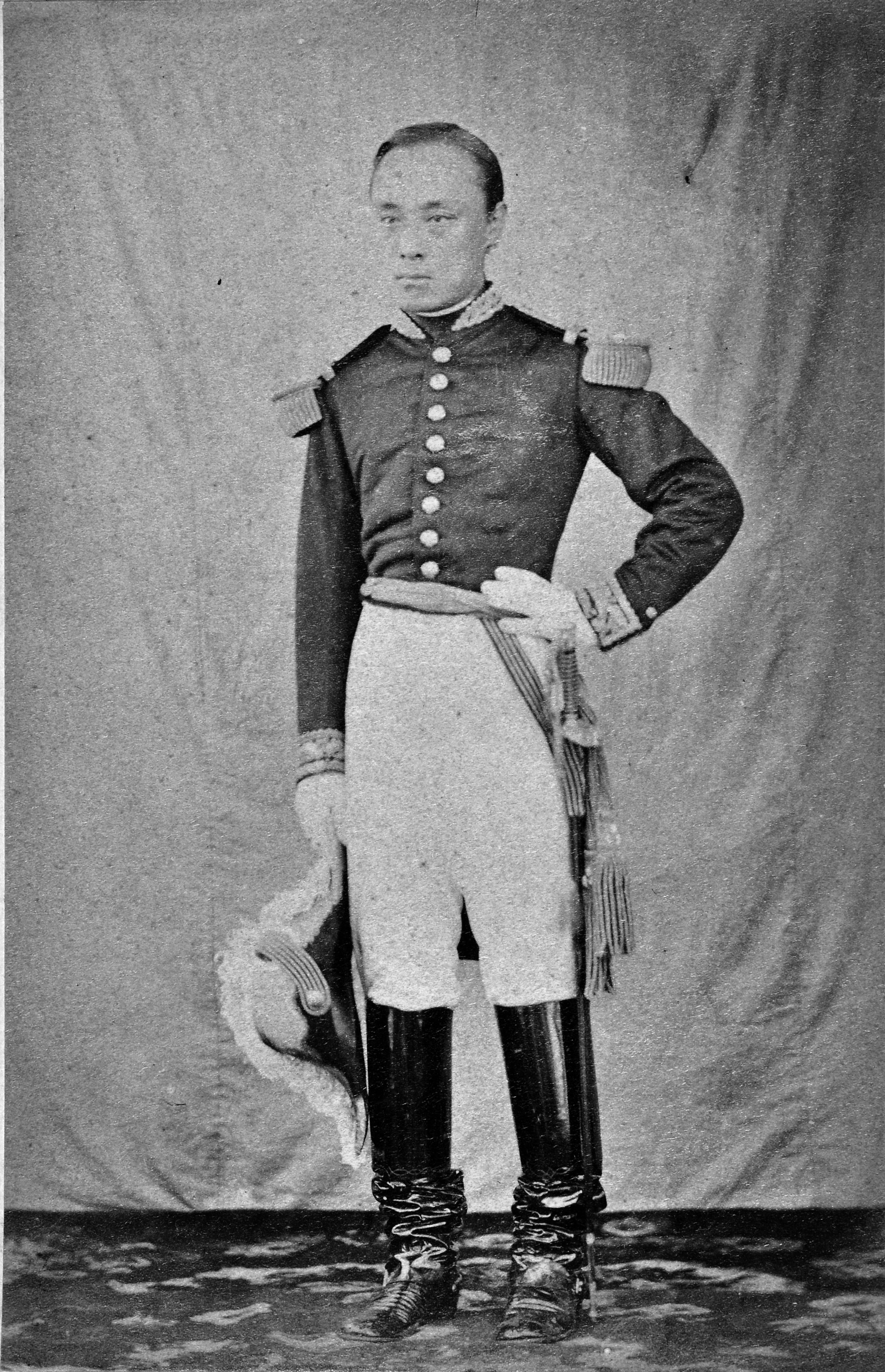
Tokugawa Yoshinobu en uniforme militar francés, c. 1867.

Como consecuencia de un golpe de Estado en Chōshū que devolvió el poder a la facción extremista opuesta al shogunato, este anunció su intención de enviar una segunda expedición a Chōshū para castigar al dominio rebelde. Esto, a su vez, movió a Chōshū a establecer una alianza secreta con Satsuma. En el verano de 1866 las fuerzas de Chōshū derrotaron a la expedición enviada por el shōgun, lo que llevó a una considerable pérdida de autoridad. Sin embargo, a finales de 1866 murieron el shōgun Iemochi y el Emperador Kōmei, siendo sucedidos respectivamente por Tokugawa Yoshinobu y el Emperador Meiji. Tales acontecimientos «hicieron inevitable una tregua». El 9 de noviembre de 1867, Satsuma y Chōshū crearon una orden secreta en nombre del Emperador Meiji ordenando «la muerte del súbdito traidor Yoshinobu». No obstante, antes de que ello ocurriera, a propuesta del daimyō de Tosa, Yoshinobu renunció a su autoridad y su puesto entregándoselos al emperador. Además, accedió a convocar una asamblea general de daimyos para crear un nuevo gobierno. El shogunato había terminado.
Si bien la renuncia de Yoshinobu había creado un vacío nominal en el nivel más alto de gobierno, su aparato estatal continuaba existiendo. Además, el gobierno del shogunato y la familia Tokugawa en particular seguirían siendo una fuerza importante en el nuevo orden y conservarían un gran poder político, una perspectiva que los miembros más intransigentes de Satsuma y Chōshū consideraron inaceptable. Los hechos se precipitaron cuando el 3 de enero de 1868, estos últimos tomaron el control del palacio imperial de Kioto y, al día siguiente, hicieron que el Emperador Meiji, de tan solo 15 años, declarara la restauración de su poder absoluto. Aunque la mayor parte de la asamblea consultiva imperial se mostró satisfecha con la declaración formal del control imperial y fuera favorable a continuar la colaboración con los Tokugawa (bajo el concepto de «gobierno justo» (公議政体派?  kōgiseitaiha), Saigō Takamori presionó a la asamblea para que proclamara la abolición del título de shōgun y se confiscaran las tierras de Yoshinobu.

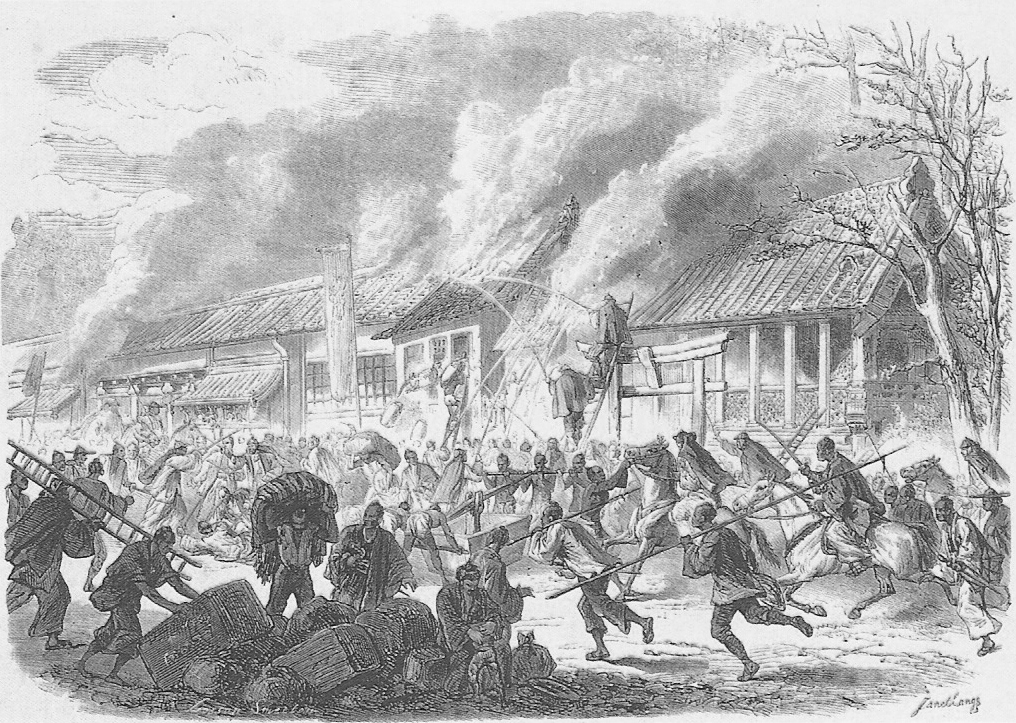
Fuerzas del shogunato destruyen el Palacio de Satsuma en Edo.

Aunque en un principio Yoshinobu aceptó las demandas, el 17 de enero de 1868, declaró que «no se sentía obligado a aceptar la proclamación de la Restauración» y apeló a la corte para rescindirla. El 24 de enero, Yoshinobu decidió preparar un ataque contra Kioto, ocupada por las fuerzas de Satsuma y Chōshū. Esta decisión estuvo motivada por una serie de incendios provocados en Edo, comenzando por el incendio en los alrededores del Castillo Edo, la principal residencia de los Tokugawa. Se culpó del incidente a varios rōnin de Satsuma que habían atacado ese mismo día una oficina del gobierno. Al día siguiente, las fuerzas del shogunato respondieron atacando la residencia del daimyō de Satsuma en Edo, donde muchos opositores del shogunato a las órdenes de Takamori se habían estado escondiendo para crear disturbios. El edificio fue quemado, y muchos opositores murieron o fueron ejecutados más tarde.

## Las primeras batallas

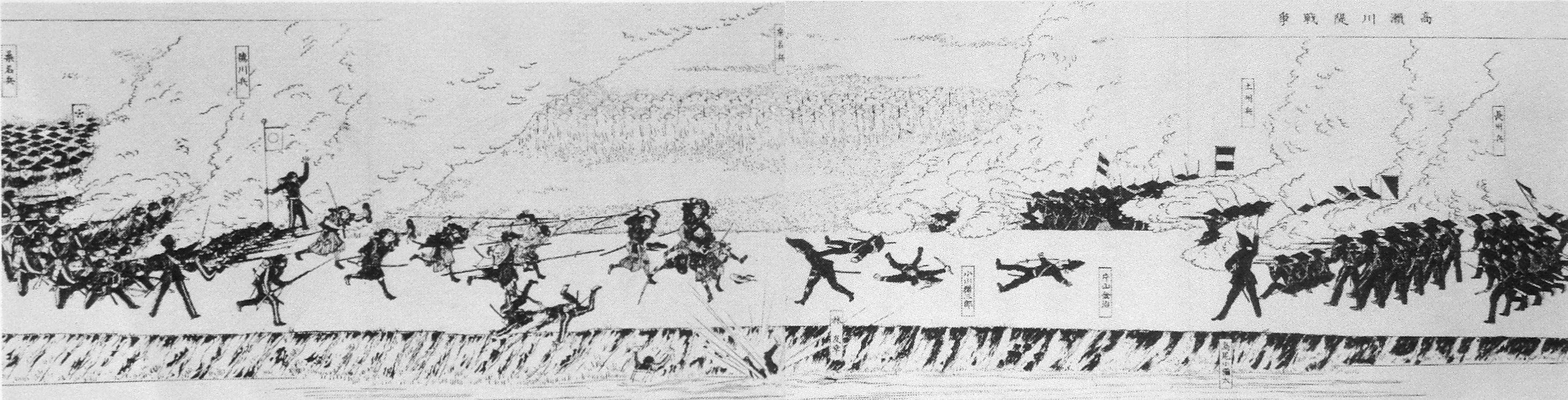
Escena de la batalla de Toba-Fushimi. Las fuerzas del shogunato se encuentran a la izquierda, incluidos los batallones de Aizu. A la derecha se encuentran las fuerzas de Chōshū y Tosa. Estos son batallones modernizados, pero algunas fuerzas también fueron samuráis tradicionales (especialmente del lado del shogunato).

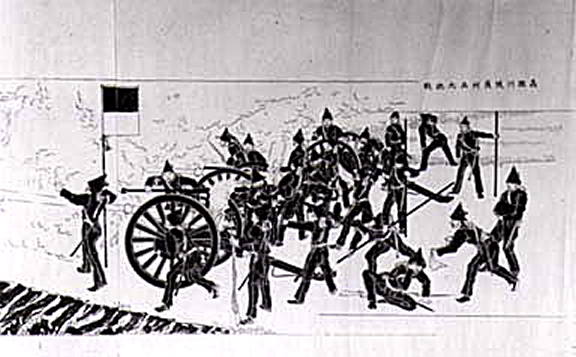
Una batería de Satsuma en acción en Toba-Fushimi.

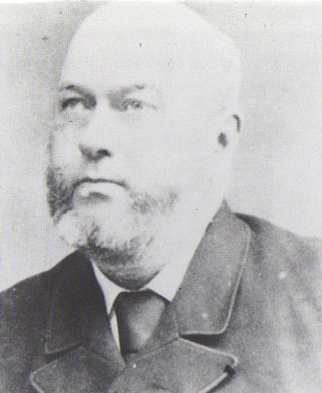
El Doctor William Willis, de la Legación Inglesa, dirigió el hospital militar para las fuerzas de Satsuma durante la batalla de Toba-Fushimi y toda la guerra Boshin.

El 27 de enero de 1868, las fuerzas del shogunato atacaron a las fuerzas de Chōshū y Satsuma, y se enfrentaron en la Batalla de Toba-Fushimi, cerca de Kioto. Parte de los 15 000 hombres del shogunato habían sido entrenados por consejeros militares franceses, pero el grueso del ejército del shōgun estaba conformado por samuráis tradicionales. Por su parte las fuerzas de Chōshū y de Satsuma, aunque eran numéricamente superadas en una proporción de tres a uno, estaban totalmente modernizadas con cañones Armstrong, fusiles Minié y algunas ametralladoras Gatling. Tras un inicio poco concluyente, el segundo día se envió un estandarte imperial a las tropas que le apoyaban y el príncipe Komatsu Akihito (1846-1903), un pariente del emperador, fue nombrado comandante en jefe, reconociendo de esta forma el estatus oficial de ejército imperial (官軍 kangun?). Además, convencidos por funcionarios de la corte imperial, varios daimyos locales, fieles hasta ese momento al shōgun, se pasaron a la facción imperial. Entre ellos se encontraban el daimyō de Yodo, que cambió de bando el 29 de enero, y el de Tsu, que hizo lo propio el 30 de enero, desequilibrando así la balanza militar a favor del bando imperial.
El 30 de enero, Tokugawa Yoshinobu, aparentemente angustiado por la aprobación imperial dada a las acciones de Satsuma y Chōshū, huyó de Osaka a bordo del Kanrin Maru y se retiró a Edo. Desmoralizados por su fuga y por la traición de Yodo y Tsu, las fuerzas del shogunato se retiraron, dando la victoria de la batalla de Toba-Fushimi a la facción imperial. El Castillo Osaka cayó el 31 de enero, poniendo fin a la batalla de Toba-Fushimi.
Al mismo tiempo, el 28 de enero de 1868 tuvo lugar la batalla naval de Awa entre la marina del shogunato y la de Satsuma. Fue el primer enfrentamiento entre dos marinas modernas en Japón. Aunque la batalla fue de escasa importancia, concluyó a favor de las fuerzas del shogunato.

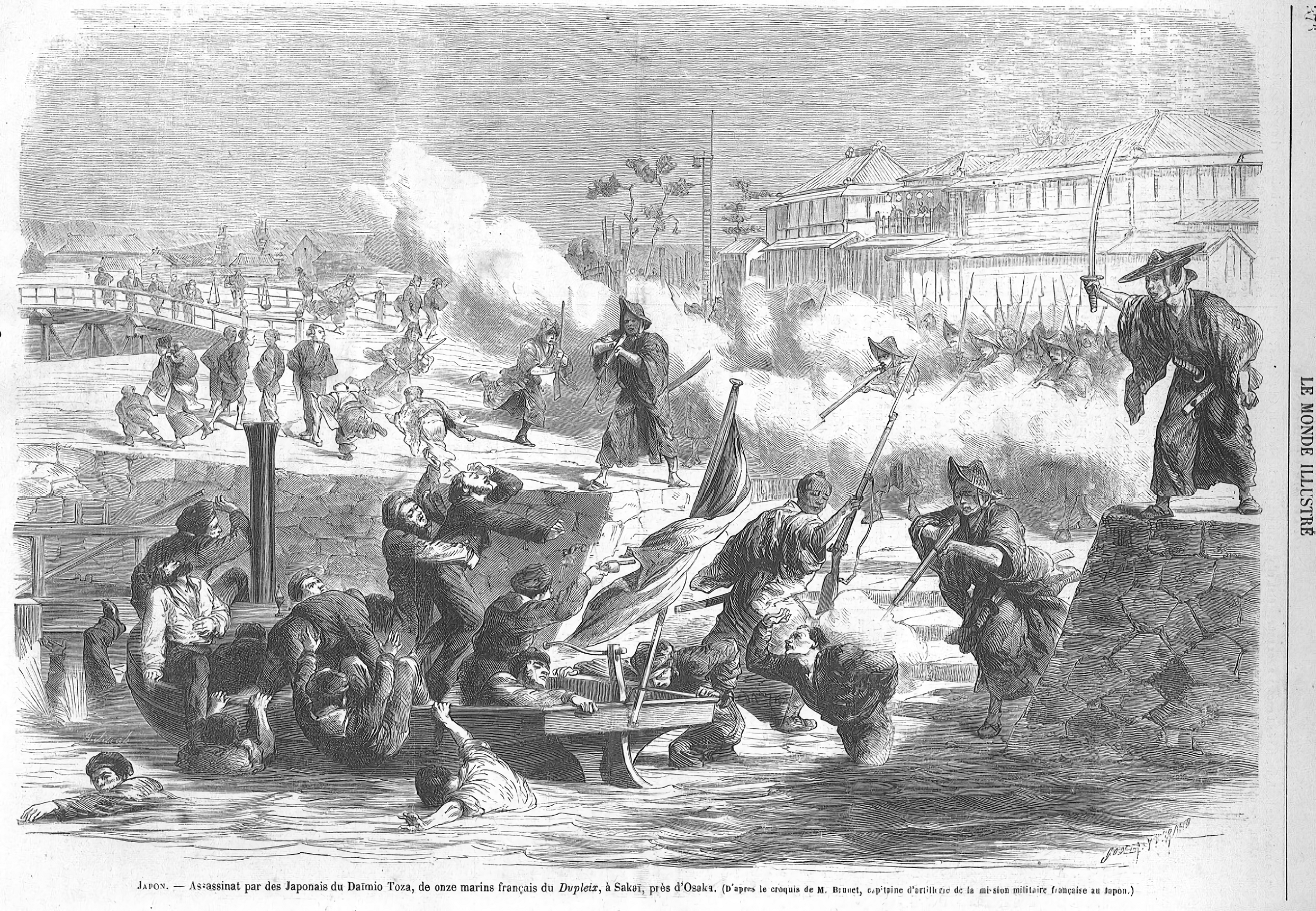
Asesinato de marineros franceses en el incidente de Sakai. Le Monde Illustré.

En el frente diplomático, varios ministros de naciones extranjeras se reunieron en el puerto abierto de Hyōgo (actualmente Kobe) a principios de febrero y emitieron una declaración, según la cual el shogunato aún se consideraba el único gobierno de derecho de Japón, dando la esperanza a Tokugawa Yoshinobu de que naciones extranjeras (especialmente Francia) pudieran considerar una intervención en su favor. Sin embargo algunos días después una delegación imperial visitó a los ministros, declarando que el shogunato había sido abolido, que los puertos se abrirían de acuerdo con los tratados internacionales, y que los extranjeros serían protegidos. Los ministros decidieron finalmente reconocer al nuevo gobierno.
El aumento de los sentimientos xenófobos llevó, no obstante, a que se produjesen varios ataques a extranjeros durante los meses siguientes. Once marineros franceses de la corbeta Dupleix fueron asesinados a manos de samuráis de Tosa en el incidente de Sakai, ocurrido el 8 de marzo de 1868. Quince días después, un grupo de samuráis atacó al embajador británico sir Harry Parkes, en una calle de Kioto.

## Rendición de Edo

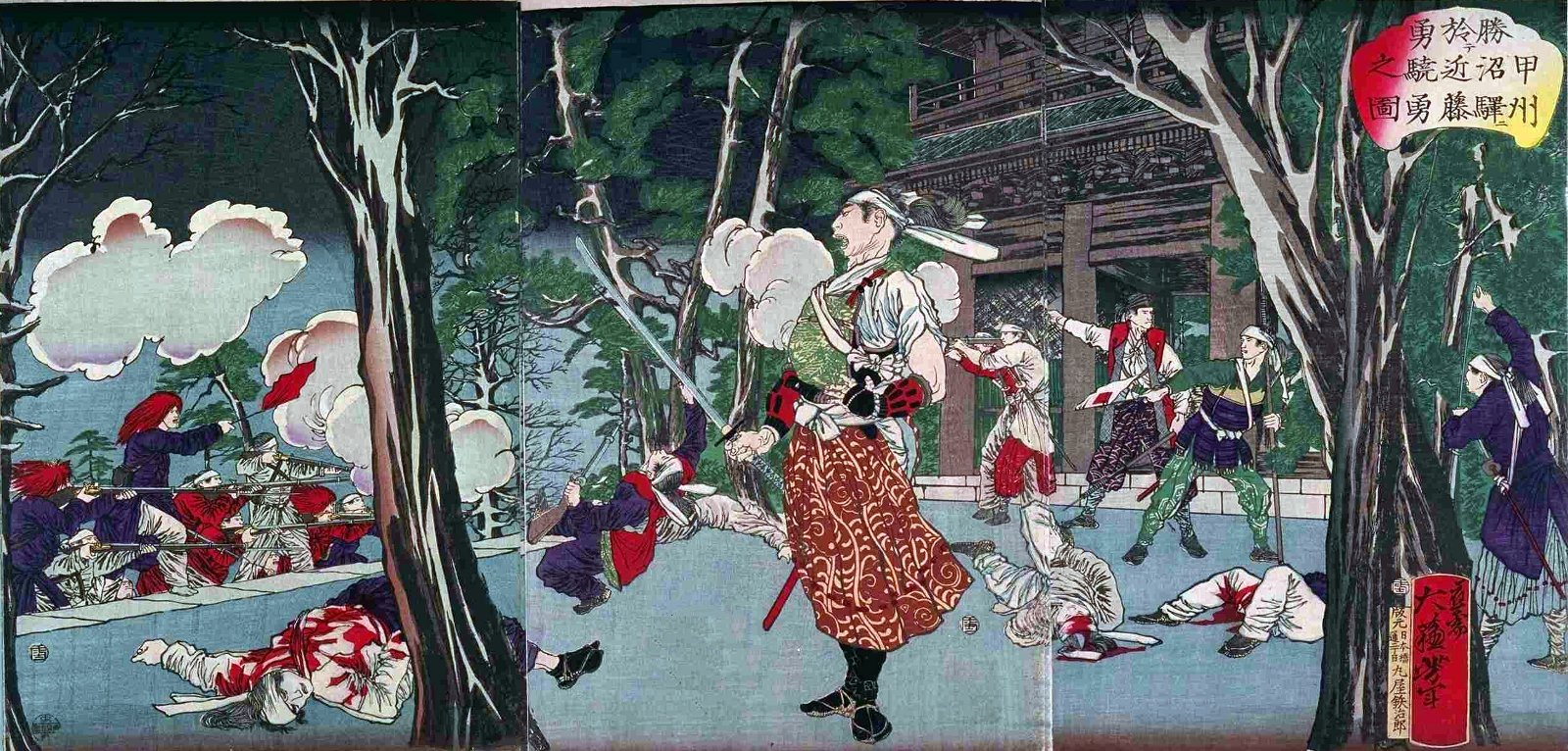
Kondo Isami, líder de las fuerzas pro-shogunato Shinsengumi, luchando contra soldados de Tosa en la batalla de Kōshū-Katsunuma.

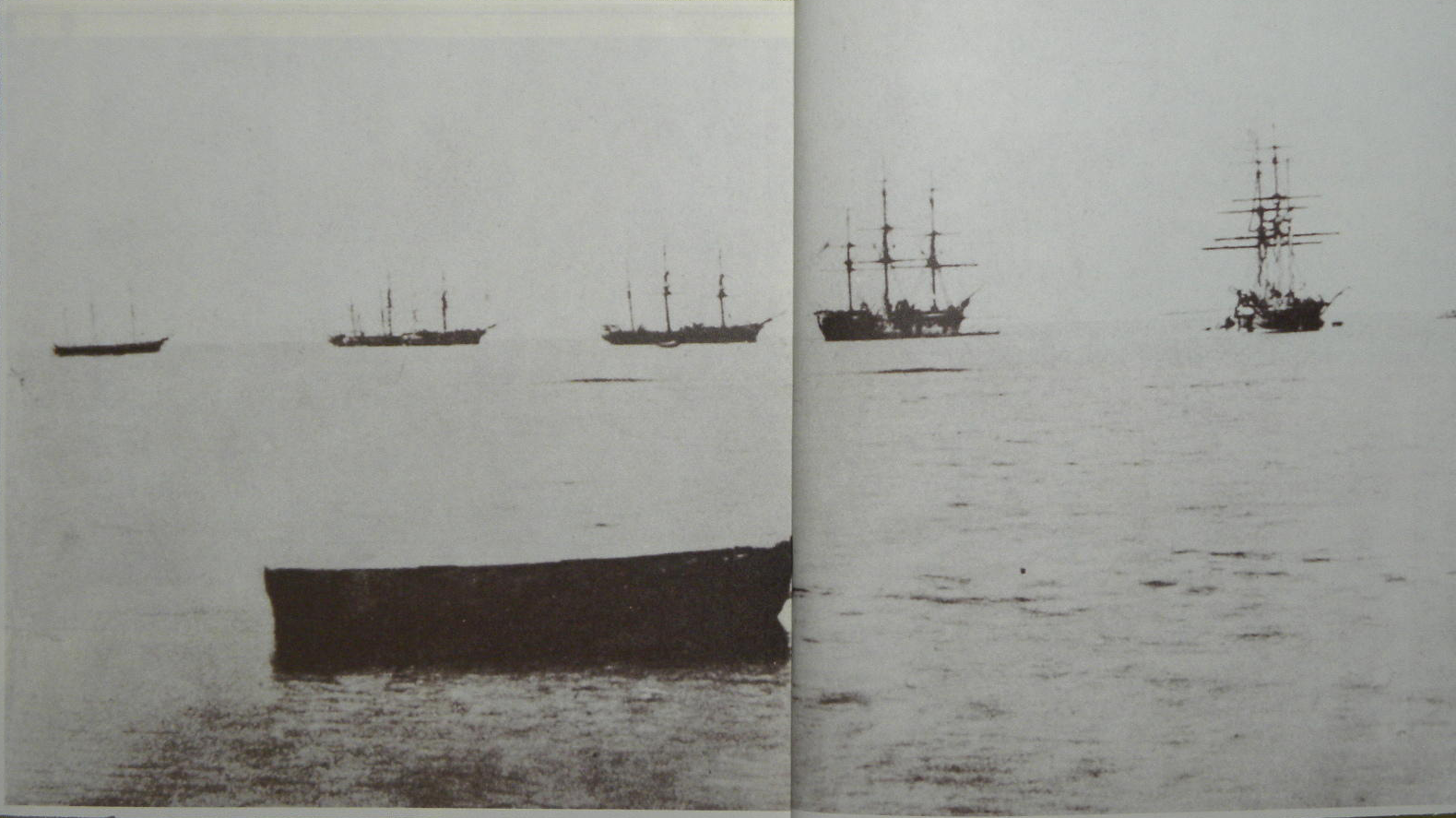
Parte de la flota de Enomoto Takeaki frente a Shinagawa. De izquierda a derecha: Mikaho, Chōgei, Kanrin, Kaiyō, Kaiten. Están ausentes el Banryū y el Chiyodagata. Fotografía de 1868.

A principios de febrero, se preparó con la ayuda del embajador francés Léon Roches un plan para detener el avance de la corte imperial a Odawara, el último punto estratégico de entrada a Edo, pero Yoshinobu se opuso a él. Sorprendido por ello, Léon Roches dimitió. A principios de marzo, bajo el patrocinio del ministro británico Harry Parkes, las naciones extranjeras firmaron un acuerdo de estricta neutralidad, según el cual no podrían intervenir o proveer de ayuda militar a ninguno de los bandos hasta la resolución del conflicto.
Saigō Takamori condujo a las victoriosas fuerzas imperiales al norte y al este a través de Japón, venciendo en la Batalla de Kōshū-Katsunuma. Cercó Edo en mayo de 1868 y logró su rendición incondicional de manos de Katsu Kaishu, ministro del ejército del shōgun. Algunos grupos continuaron resistiendo tras la capitulación, pero fueron derrotados en la batalla de Ueno.
Mientras tanto, el jefe de la marina del shōgun, Enomoto Takeaki, se negó a rendir todos sus buques. Envió cuatro navíos —entre ellos el Fujisan—, pero el 20 de agosto de 1868 escapó con el resto de la flota del shōgun (ocho barcos de guerra: Kaiten, Banryū, Chiyodagata, Chōgei, Kaiyō Maru, Kanrin Maru, Mikaho y Shinsoku) y 2000 miembros de la marina con la esperanza de iniciar un contraataque junto con los daimyos del norte. Lo acompañaba un grupo de consejeros militares franceses (entre los que destacaba Jules Brunet, que había dimitido de la Marina francesa para poder acompañar a los rebeldes).

## Resistencia de la Coalición del Norte

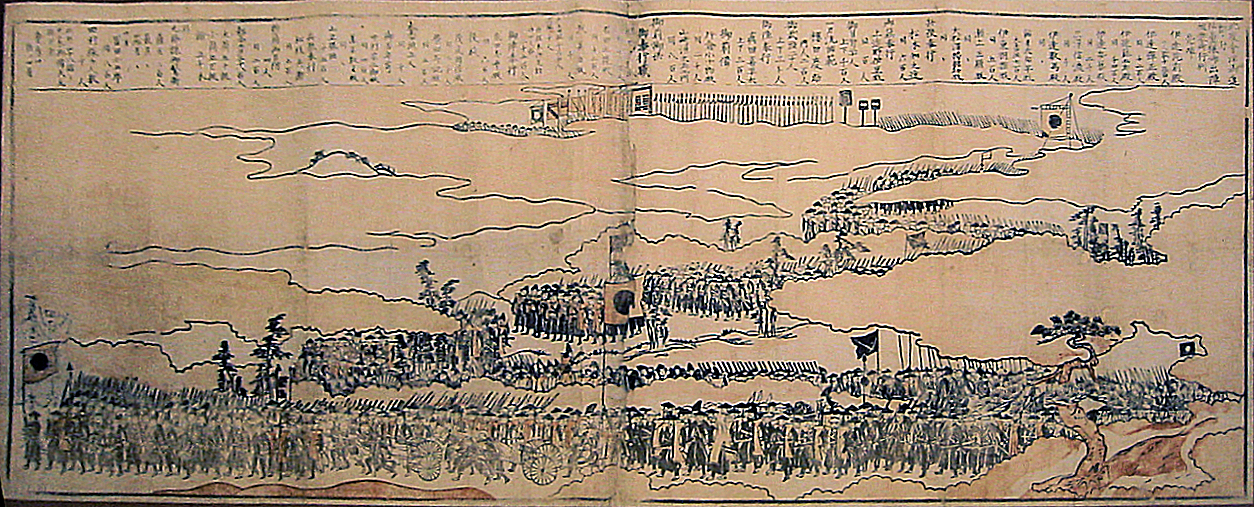
Tras su movilización en abril, las tropas de Sendai se unieron en la alianza del norte contra las tropas imperiales en mayo de 1868.

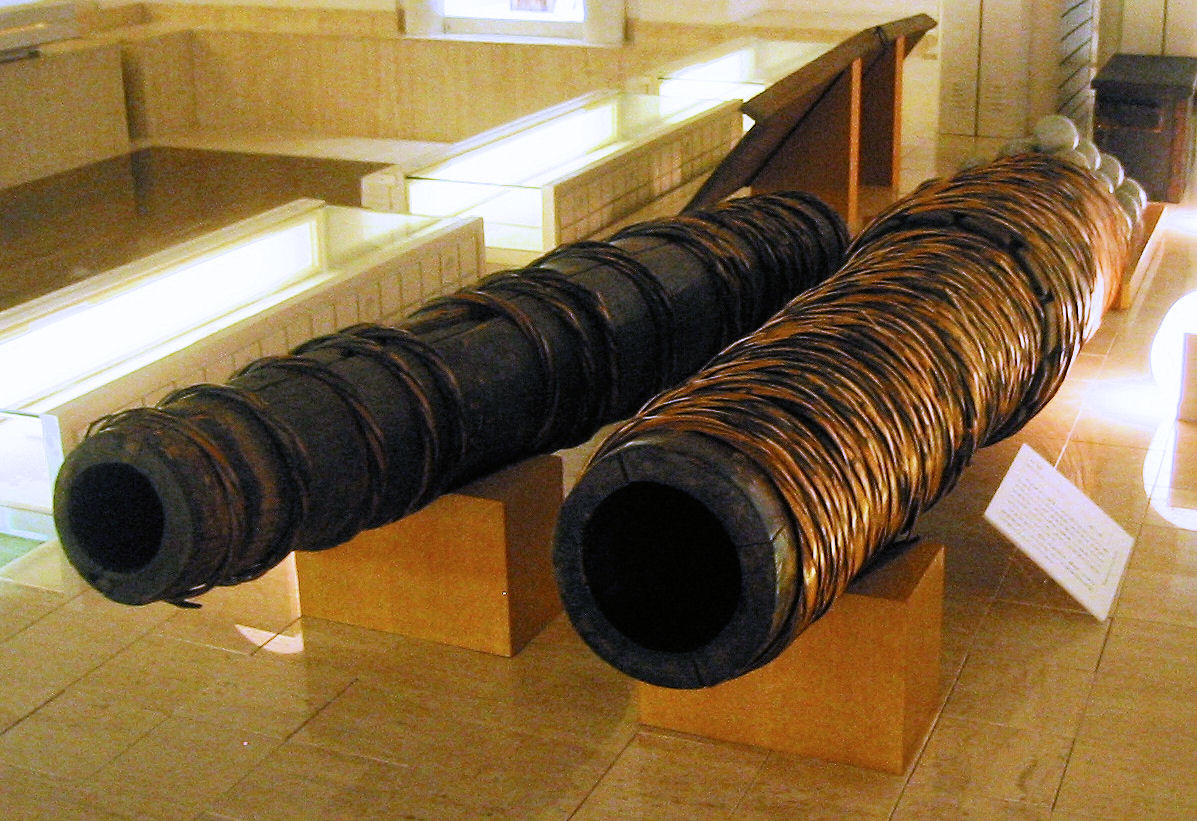
Cañones de madera usados por el feudo de Sendai durante la Guerra Boshin. Museo de la ciudad de Sendai.

Tras la rendición de Yoshinobu, la mayor parte de Japón aceptó la autoridad imperial, pero un grupo de dominios del norte continuó la resistencia, apoyando al dominio de Aizu. En mayo, varios daimyos del norte formaron una alianza para luchar contra las tropas imperiales, la Coalición del Norte (奥羽越列藩同盟 Ōuetsu Reppan Dōmei?), compuesta fundamentalmente por los dominios de Sendai, Yonezawa, Aizu, Shonai y Nagaoka, con un total de 50 000 hombres. Un Príncipe Imperial, Kitashirakawa Yoshihisa, había huido hacia el norte con partidarios del shogunato Tokugawa y fue nombrado jefe de la Coalición del Norte, con la intención de nombrarlo «emperador Tobu».
La flota de Enomoto se reunió en el puerto de Sendai el 26 de agosto. A pesar de que la Coalición del Norte era numerosa, estaba mal equipada y confiaba en los métodos de lucha tradicionales. Escaseaban las armas modernas y se realizaron esfuerzos de última hora para construir cañones de madera reforzados con cuerdas que arrojaban proyectiles de piedra. Dichos cañones, instalados en estructuras defensivas, solo podían arrojar cuatro o cinco proyectiles antes de explotar. A pesar de eso, el daimyō de Nagaoka logró conseguir dos de las tres ametralladoras Gatling existentes en Japón y 2.000 rifles franceses modernos del traficante de armas alemán Henry Schnell.

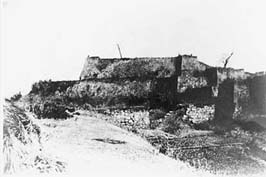
Ruinas del castillo de Shirakawa-Komine, durante la Batalla de Aizu.

En mayo de 1868, el daimyō de Nagaoka infligió grandes pérdidas a las tropas imperiales en la Batalla de Hokuetsu, pero su castillo finalmente cayó el 19 de mayo. Las tropas imperiales continuaron avanzando hacia el norte, derrotando al Shinsengumi en la Batalla del Paso de Bonari, lo que dejó expedito el camino para el ataque al Castillo Aizuwakamatsu en la batalla de Aizu, en octubre de 1868, haciendo insostenible la posición en Sendai.

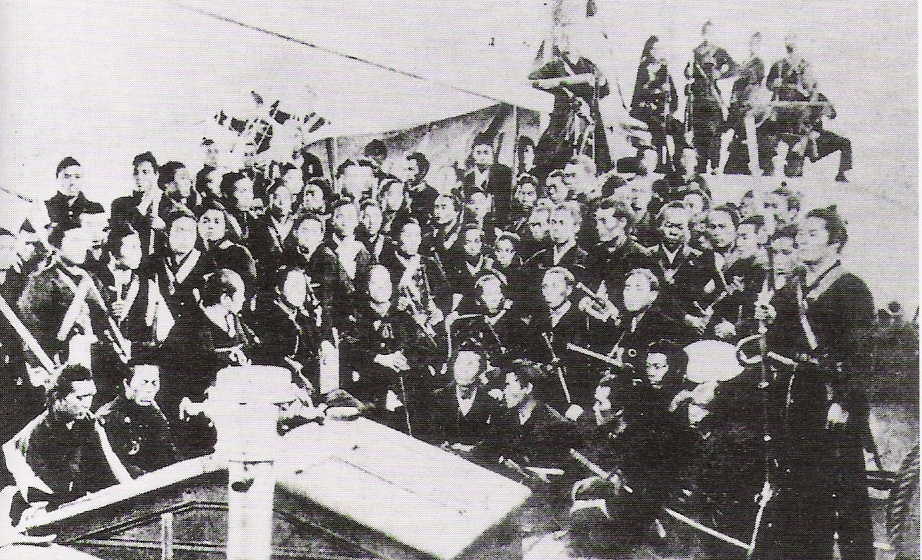
Tropas del antiguo Bakufu, siendo transportadas a Hokkaidō.

La coalición se desmoronó, y el 12 de octubre de 1868, la flota dejó Sendai y se dirigió a Hokkaidō, tras haber conseguido dos navíos más (Oe y Hoō, anteriormente cedidos al feudo de Sendai por el shogunato), y aproximadamente otros 1000 hombres adicionales: restos de las tropas del shogunato, bajo el mando de Otori Keisuke, tropas del Shinsengumi bajo el mando de Hijikata Toshizo, las guerrillas (yugekitai) al mando de Katsutaro Hitomi, y varios consejeros franceses (Fortan, Garde, Marlin, Bouffier).
El 26 de octubre, Edo fue renombrado como Tokio, y se inicia oficialmente la era Meiji. En Aizu, el Castillo Tsuruga llevaba bajo asedio desde principios de dicho mes, lo que llevó al suicidio masivo de los jóvenes guerreros del Byakkotai (Cuerpos del Tigre Blanco), como una forma de morir honorablemente en vez de rendirse. Tras una larga batalla de un mes, Aizu finalmente admitió la derrota el 6 de noviembre.

## La campaña de Hokkaidō

### Creación de la República de Ezo
Tras la derrota en Honshū, Enomoto Takeaki huyó a Hokkaidō con lo que quedaba de la marina y un puñado de consejeros franceses. Juntos organizaron un gobierno, con el objetivo de establecer una nación insular independiente dedicada al desarrollo de Hokkaidō. El 25 de diciembre establecieron formalmente la República de Ezo, la única república de Japón hasta nuestros días, tomando como ejemplo el modelo estadounidense. Enomoto fue elegido presidente por una gran mayoría. La república intentó establecer relaciones con varias delegaciones extranjeras presentes en Hakodate, como los estadounidenses, los franceses, y los rusos, pero no consiguió ningún reconocimiento ni apoyo internacional. Enomoto se ofreció a otorgar el territorio al shōgun Tokugawa bajo el gobierno imperial, pero su propuesta fue rechazada por el Consejo de Gobierno Imperial.
Durante el invierno, las tropas de Enomoto fortificaron sus defensas alrededor de la península meridional de Hakodate, con la nueva fortaleza de Goryokaku en el centro. Las tropas se organizaron bajo un mando franco-japonés: el comandante en jefe sería Otori Keisuke, asistido por el capitán francés Jules Brunet, divididas en cuatro brigadas. Cada una de ellas la mandaría un suboficial francés (Arthur Fortant, Jean Marlin, Cazeneuve, François Bouffier), y se dividirían en 8 semi-brigadas, cada una bajo mando japonés.

### Derrota y rendición

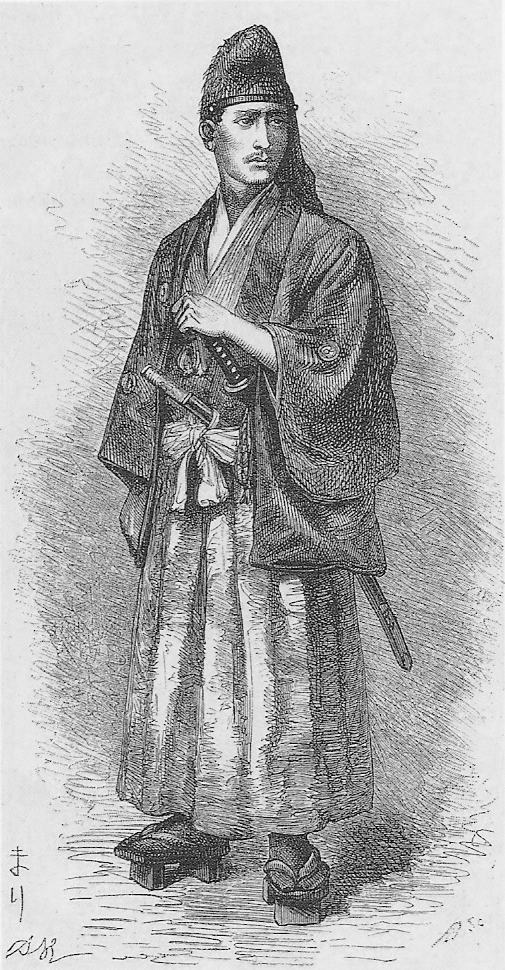
El oficial de la marina francesa Eugène Collache. Participó en la batalla naval de Miyako vestido de samurái.

La marina imperial llegó a la ensenada de Miyako el 20 de marzo, pero previendo la llegada de los navíos imperiales, los rebeldes de Ezo organizaron un osado plan para tomar el control del buque blindado Kotetsu. Se envió a tres barcos de guerra en un ataque sorpresa, en la que fue conocida como la batalla naval de Miyako. El ataque fracasó a causa del mal tiempo, a problemas en las máquinas y al decisivo uso de ametralladoras Gatling por parte de las tropas imperiales.

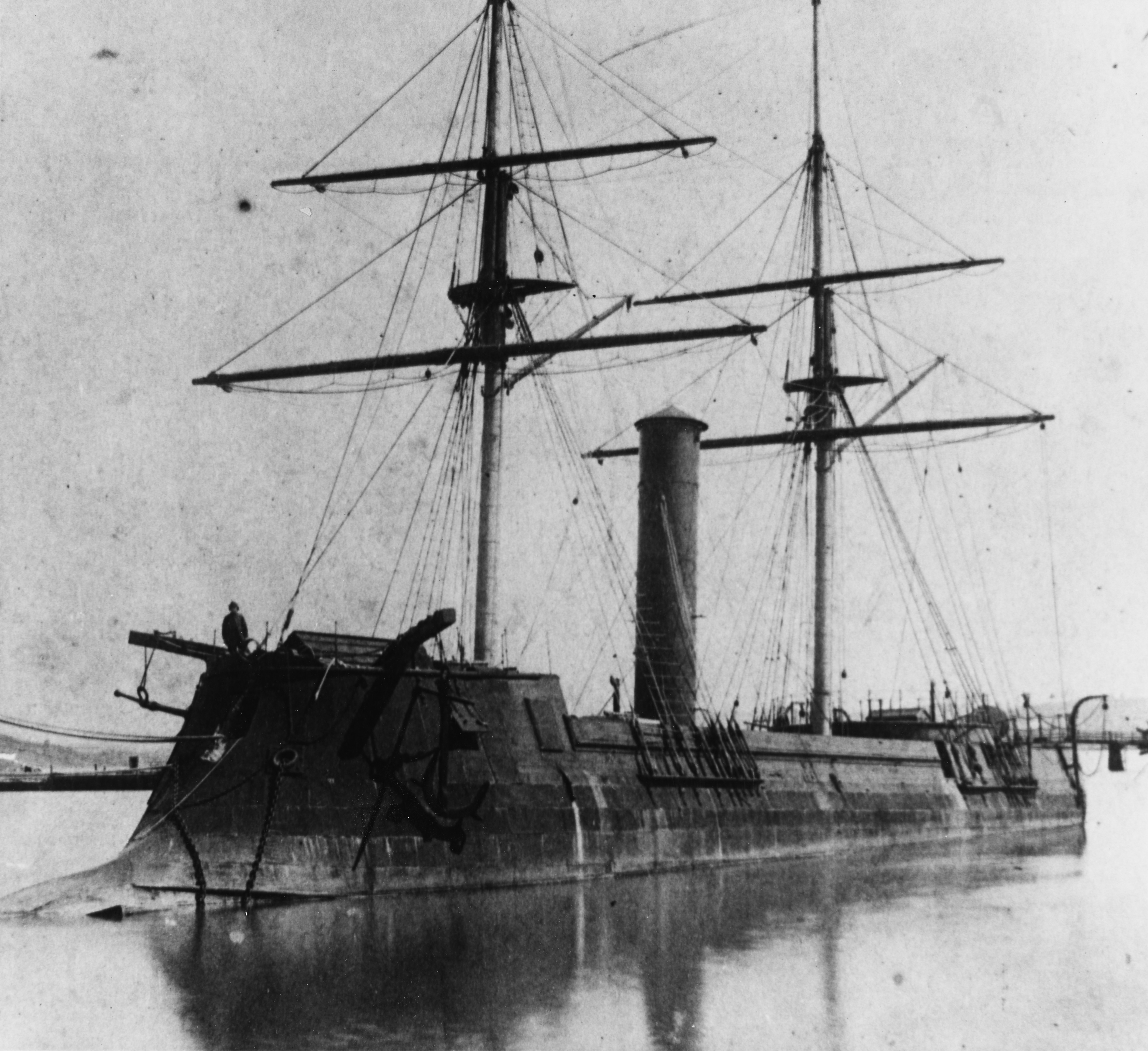
Kotetsu, el primer buque blindado de la Marina Imperial.

Las fuerzas imperiales aseguraron prontamente su dominio en las principales islas del archipiélago japonés y, en abril de 1869, mandaron una flota y una fuerza de infantería de 7000 hombres a Ezo, iniciando la batalla de Hakodate. Las fuerzas imperiales avanzaron rápidamente y ganaron la batalla naval de la bahía de Hakodate al tiempo que la fortaleza de Goryokaku, con solo 800 defensores, era cercada. Viendo que la situación se había tornado desesperada, los consejeros franceses huyeron a un navío francés atracado en el puerto de Hakodate —el Coëtlogon, que estaba bajo el mando de Du Petit Thouars– con el que navegaron a Yokohama y luego a Francia. Los japoneses pidieron que fueran juzgados en Francia. Sin embargo debido al apoyo popular que sus acciones les habían ganado en Francia, no fueron castigados.
Enomoto había decidido luchar hasta el fin, y había enviado sus pertenencias a su adversario para que las guardase a buen recaudo, pero Otori le convenció de que se rindiera, diciéndole que el camino verdaderamente valiente sería continuar viviendo tras la derrota: «Si lo que usted quiere es morir, puede hacerlo en cualquier momento». Enomoto se rindió el 18 de mayo de 1869, y aceptó el mandato del Emperador Meiji. La República de Ezo dejó de existir el 27 de junio de 1869.

## Consecuencias

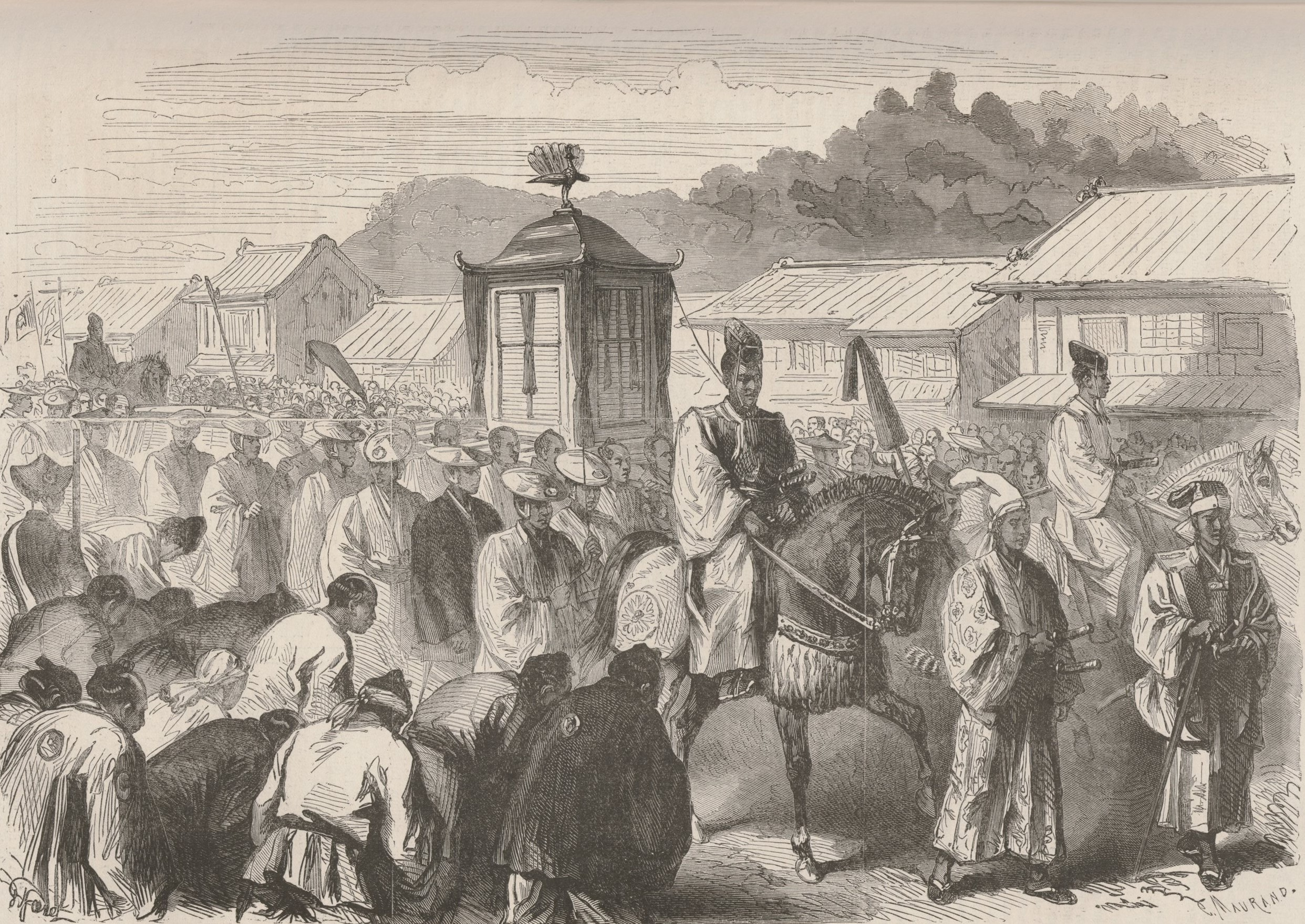
El Emperador Meiji, de 16 años, trasladándose de Kioto a Tokio, finales de 1868.

Tras la victoria, el nuevo gobierno llevó a cabo la unificación del país bajo el poder único y legítimo de la corte imperial. La residencia del emperador se trasladó de Kioto a Tokio
a finales de 1868. El poder político y militar de los feudos fue suprimido progresivamente y pronto fueron transformados en prefecturas, cuyos gobernadores eran nombrados por el emperador.
La clase samurái fue abolida, lo que permitió a muchos samuráis dedicarse a trabajos administrativos o comerciales, pero que condujo a muchos otros a la pobreza. Los dominios de Satsuma, Chōshū y Tosa, que habían desempeñado un papel decisivo en la victoria, ocuparon la mayor parte de los puestos clave del gobierno durante décadas, situación que a veces es conocida como la «oligarquía Meiji» y que se formalizó con la institución de los genrō. En 1869 se construyó en Tokio el Santuario Yasukuni en honor de las víctimas de la Guerra Boshin.
Algunos líderes partidarios del antiguo shōgun fueron encarcelados, pero se salvaron de la ejecución in extremis gracias a la intervención de Saigō Takamori e Iwakura Tomomi, y al peso de los consejos de Parkes, el embajador británico. Este último le había comentado a Saigō, según Ernest Satow, que «la severidad hacia Keiki [Yoshinobu] o sus seguidores, especialmente en forma de castigo personal, dañaría la reputación del nuevo gobierno a la vista de las potencias europeas». Después de dos o tres años de prisión, la mayoría fueron llamados para ocupar cargos en el nuevo gobierno y varios realizaron brillantes carreras. Enomoto Takeaki, por ejemplo, sería embajador en Rusia y China y ministro de educación.
El bando imperial no solo desistió de su postura de expulsar a los extranjeros, sino que ésta evolucionó hacia una política de modernización progresiva del país y de renegociación de los Tratados Desiguales con las potencias extranjeras bajo el lema «un país rico, un ejército fuerte» (富国強兵 fukoku kyōhei?). El cambio de actitud hacia los extranjeros tuvo lugar durante los primeros días de la guerra civil: el 8 de abril de 1868, se levantaron nuevos letreros en Kioto (y más tarde por todo el país) que rechazaban expresamente la violencia contra los foráneos. Durante el curso del conflicto el emperador Meiji recibió personalmente a embajadores europeos, primero en Kioto, luego en Osaka y Tokio. Tampoco tenía precedentes la recepción que el emperador Meiji hizo a Alfred, Duque de Edimburgo, en Tokio, como su «igual de sangre».

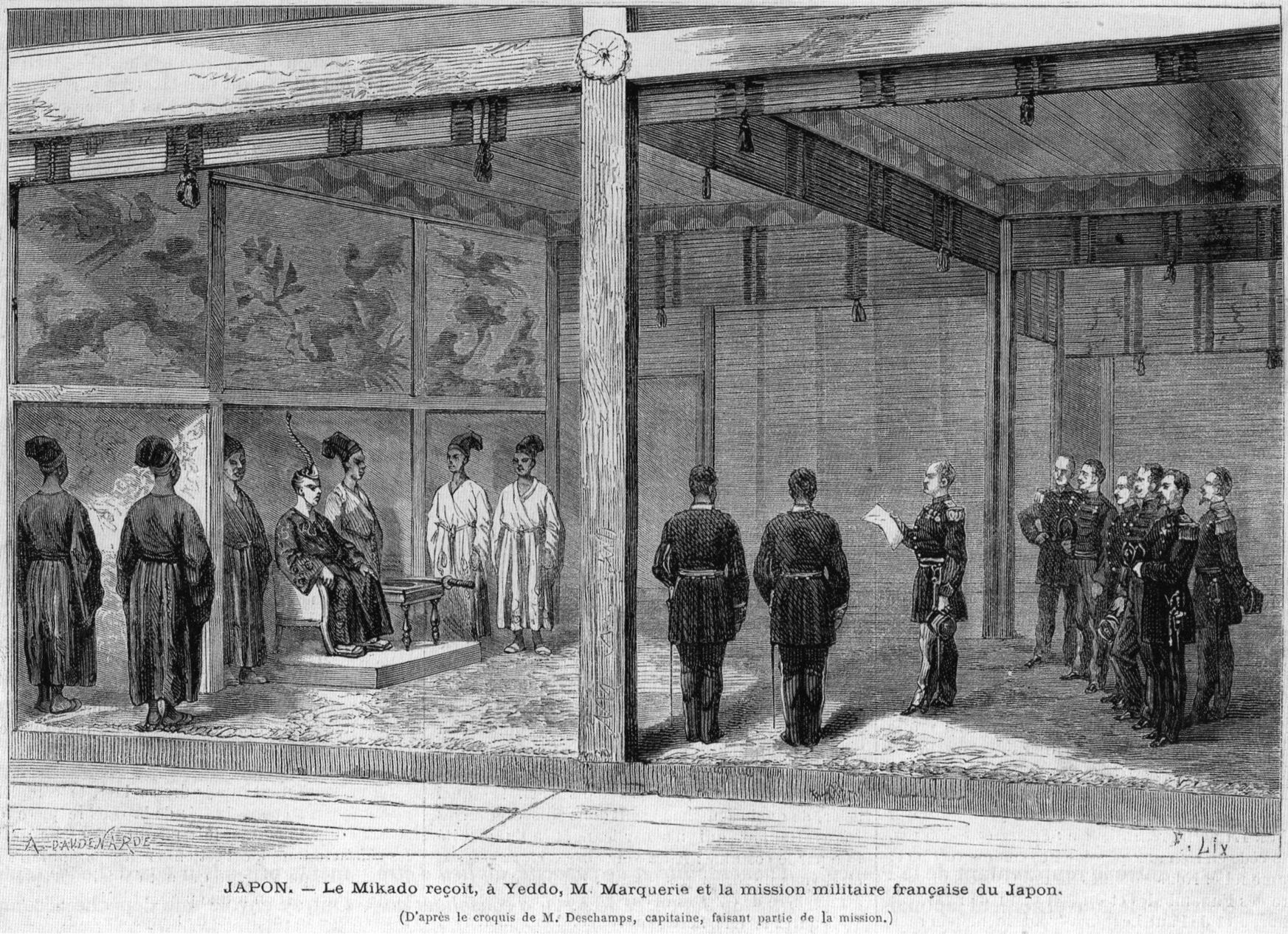
El emperador Meiji recibe a la segunda misión militar francesa a Japón, 1872.

Aunque durante los albores de la era Meiji mejoraron las relaciones entre la corte imperial y las potencias extranjeras, las relaciones con Francia se enfriaron temporalmente por el apoyo que en un principio ésta dio al shōgun, pero pronto una segunda misión militar francesa a Japón fue invitada en 1874, y una tercera en 1884. Francia ayudó a construir la flota imperial, la primera flota moderna a gran escala de Japón, bajo la dirección del ingeniero naval Louis-Émile Bertin. La modernización a gran escala del país ya había empezado durante los últimos años del shogunato, y el gobierno Meiji finalmente adoptó la misma actitud, aunque fue capaz de movilizar todo el país hacia la modernización de una forma más eficiente.

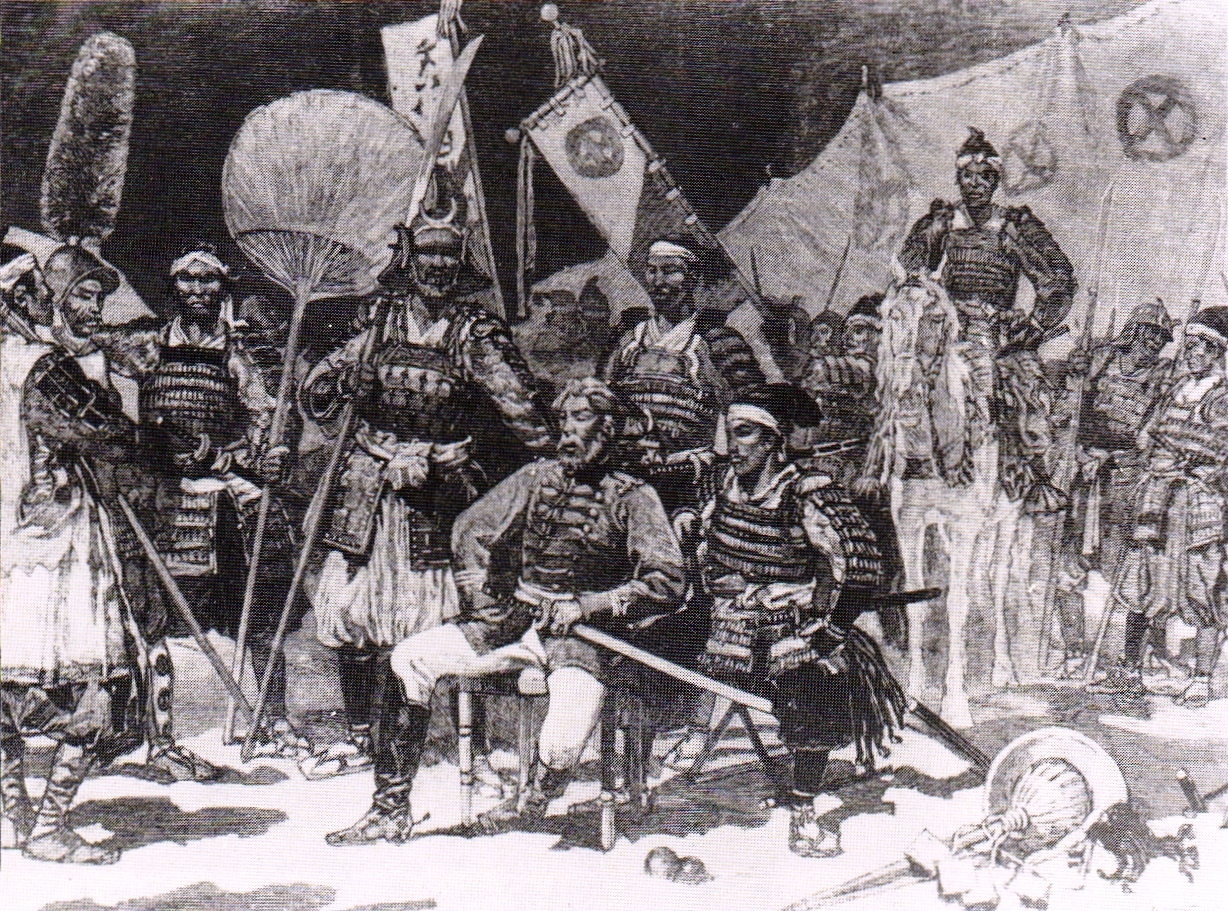
Saigō Takamori, en uniforme con oficiales de la Rebelión Satsuma.

Tras su coronación, el Emperador Meiji publicó su Carta de juramento, pidiendo la creación de asambleas deliberativas, prometiendo mejores oportunidades para la gente corriente, aboliendo la "malas costumbres del pasado" y buscando conocimiento por todo el mundo "para reforzar los cimientos del gobierno imperial". Entre las notables reformas del gobierno Meiji se cuenta la abolición del sistema feudal, por la que los dominios feudales y sus señores hereditarios fueron reemplazados respectivamente por prefecturas y gobernadores nombrados por el emperador. Entre las otras reformas destacan la introducción de la enseñanza obligatoria o la abolición de las clases sociales confucianas. Las reformas culminaron en 1889 con la proclamación de la Constitución Meiji. Sin embargo, a pesar del apoyo que los samuráis daban a la corte imperial, muchas de las reformas Meiji las consideraron perjudiciales para sus intereses: la creación de un ejército de reclutas compuesto por plebeyos, así como la pérdida del prestigio hereditario y los estipendios contrariaron a muchos antiguos samuráis. La tensión fue particularmente alta en el sur, y culminó en las rebeliones de Saga en 1874, y la de Chōshū en 1876. Los antiguos samuráis de Satsuma, dirigidos por Saigō Takamori, que había dejado el gobierno por diferencias respecto a la política exterior, comenzaron la Rebelión Satsuma en 1877. Combatieron en nombre del mantenimiento de la clase samurái y de un gobierno más virtuoso. Su lema era «nuevo gobierno, gran moralidad» (新政厚徳 shinsei kōtoku?). La rebelión terminó en una derrota total para los samurái en la batalla de Shiroyama. Saigō se proclamó leal al Emperador Meiji y llevó su uniforme del ejército imperial durante el conflicto. Se suicidó antes de la carga final y fue posteriormente perdonado póstumamente por el emperador.

## Visiones modernas del conflicto

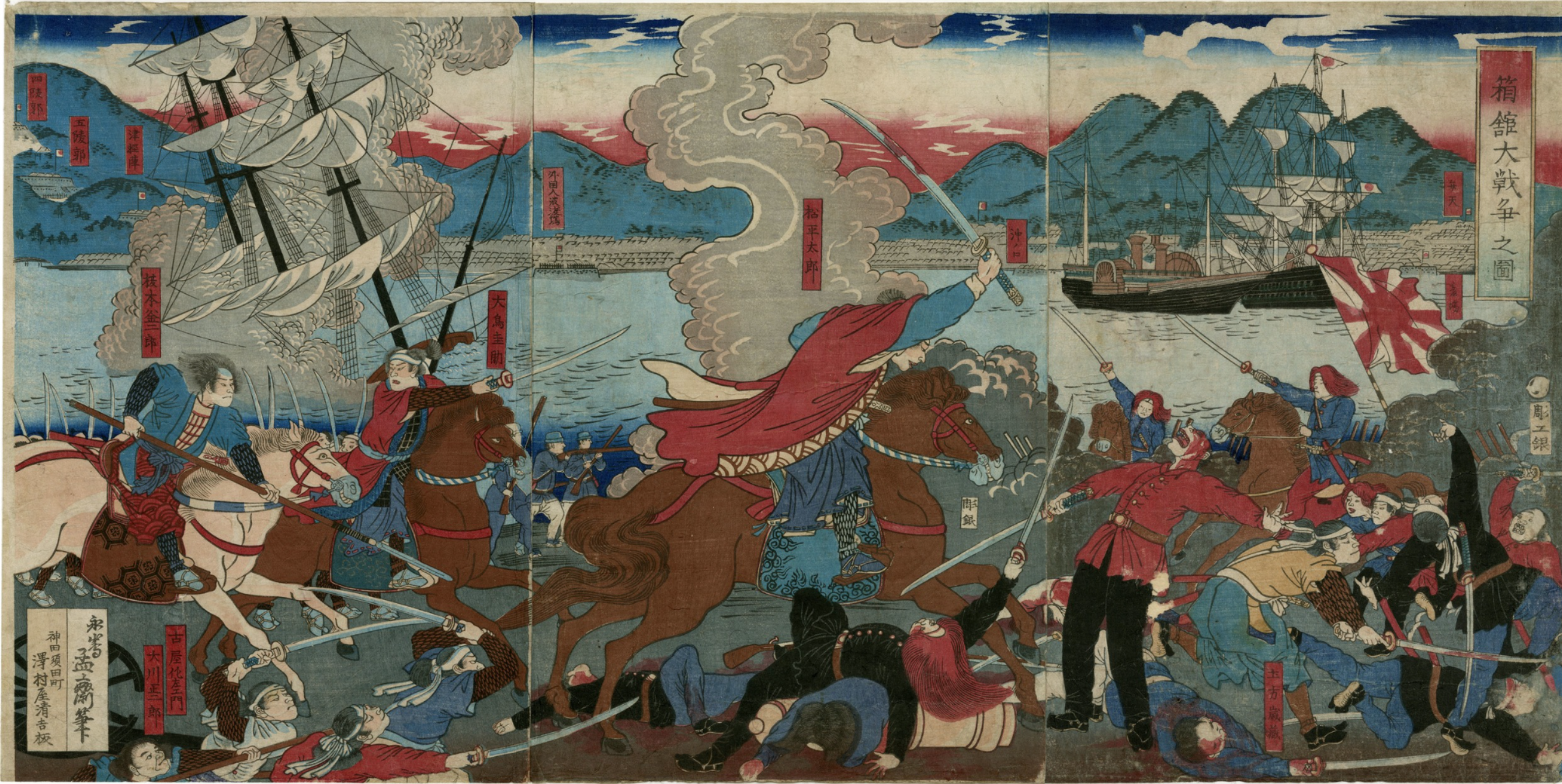
Una visión japonesa idealizada de la batalla de Hakodate (函館戦争の図), pintada aproximadamente hacia 1880. El ataque de la caballería, con un barco hundiéndose en el fondo, es comandado por los líderes de la rebelión, ataviados con unas anacrónicas armaduras samuráis. Detrás de la caballería, se pueden ver soldados franceses con pantalones blancos. A la derecha se encuentran las tropas imperiales, vestidas con uniformes modernos, con un navío de guerra al fondo.

En las relaciones modernas de los hechos, la Restauración Meiji suele describirse como una «revolución incruenta» que condujo a la rápida modernización de Japón. Pero la realidad es que la Guerra Boshin fue un conflicto violento: se movilizaron cerca de 120.000 hombres y hubo unas 3500 bajas en total. Las descripciones posteriores de la guerra tienden a estar muy idealizadas, pues muestran al bando del shogunato luchando con métodos y armamentos tradicionales, frente a un ejército imperial ya totalmente modernizado; y aunque se usaron técnicas y armamentos tradicionales, ambos bandos emplearon algunas de las tácticas y las armas más modernas de la época, como ironclads, ametralladoras Gatling y técnicas de combate estudiadas por consejeros militares occidentales.
Muchas representaciones japonesas incluyen una gran cantidad de dramatizaciones pasando por varios géneros. Por ejemplo, Jirō Asada escribió una novela de cuatro volúmenes del acontecimiento llamada Mibu Gishi-den, de la cual se hizo una adaptación para el cine, en el año 2003, dirigida por Yōjirō Takita y que fue titulada homónimamente, conociéndose en español como La espada del samurái. La novela asimismo sirvió también de base de un Jidaigeki de diez horas de duración para la televisión que fue protagonizado por Ken Watanabe.
Dentro del anime japonés, Bakumatsu Kikansetsu Irohanihoheto hace una dramatización parcial de la Guerra Boshin, mientras que Rurouni Kenshin está ambientada diez años después.
En la película de 2003 El último samurái se combinan situaciones históricas pertenecientes a la Guerra Boshin, la Rebelión Satsuma de 1877 así como otros levantamientos armados por parte de samuráis durante inicios de la era Meiji. Los elementos de la película tales como la modernización de las tropas imperiales así como la implicación de tropas extranjeras, principalmente de Francia, corresponden a la época de la Guerra Boshin. Sin embargo, el último ataque suicida por parte de samuráis tradicionalistas contra el ejército imperial corresponde a la posterior Rebelión Satsuma.